# Emil Bergkvist
Emil Bergkvist, född 17 juni 1994, är en svensk professionell rallyförare från Torsåker som tävlar i WRC2, andra divisionen i WRC.
Han vann junior-EM när han körde för Opel Motorsport i ERC 2015.
Bergkvist blev juniorvärldsmästare 2018.